# Sylvia Dockerill
Sylvia Elizabeth Dockerill, nach Heirat Sylvia Elizabeth Dodd, (* 17. September 1951 in Vancouver) ist eine ehemalige kanadische Schwimmerin. Sie gewann eine Bronzemedaille bei den Commonwealth Games sowie eine Goldmedaille bei Panamerikanischen Spielen.

## Karriere
Sylvia Dockerill schwamm für die Pacific Dolphins aus Vancouver. 1970 bei den British Commonwealth Games in Edinburgh wurde sie Vierte im 100-Meter-Brustschwimmen, wobei sie das Ziel nur drei Hundertstelsekunden hinter der Drittplatzierten, der Engländerin Christine Jarvis, erreichte. Über 200 Meter Brust schlug Dockerill als Dritte an, wurde aber disqualifiziert. In der 4-mal-100-Meter-Lagenstaffel siegten die Australierinnen vor der englischen Staffel und Kanada in der Besetzung Donna Gurr, Sylvia Dockerill, Susan Smith und Angela Coughlan. Im Jahr darauf bei den Panamerikanischen Spielen 1971 in Cali siegte Sylvia Dockerill im 100-Meter-Brustschwimmen in 1:18,63 Minuten vor Linda Kurtz und Lynn Colella aus den Vereinigten Staaten.
1972 bei den Olympischen Spielen in München fand zunächst der Wettbewerb über 100 Meter Brust statt. Sylvia Dockerill konnte sich als 18. der Vorläufe nicht für das Halbfinale qualifizieren. Mit 1:18,64 Minuten schwamm Dockerill in München nur eine Hundertstelsekunde langsamer als bei ihrem Sieg bei den Panamerikanischen Spielen im Vorjahr. Die kanadische Lagenstaffel mit Wendy Cook, Sylvia Dockerill, Marilyn Corson und Leslie Cliff erreichte in München das Olympiafinale mit der fünftschnellsten Zeit. Im Endlauf schlugen die Kanadierinnen als Siebte an.